# Biografielijst Dh

## Dha
- Jan Dhaene (1959), Belgisch politicus
- Karel D'Haene (1980), Belgisch voetballer
- Koen D'haene (1964), Belgisch onderwijzer, schrijver en journalist
- Kristof D'haene (1990), Belgisch voetballer
- Liesbet Dhaene (1976), Belgisch politica
- Wouter D'Haene (1982), Belgisch kanovaarder
- Rudy Dhaenens (1961-1998), Belgisch wielrenner
- Albert D'Haese (1889-1982), Belgisch advocaat en politicus
- Begga D'Haese (1934-2023), Belgisch beeldhouwster
- Christoph D'Haese (1967), Belgisch advocaat en politicus
- Jos D'Haese (1992), Belgisch politicus
- Kevin D'Haese (1980), Belgisch wielrenner
- Lebuïn D'Haese (1956), Belgisch kunstenaar en dichter
- Maurice D'Haese (1919-1981), Belgisch schrijver
- Reinhoud D'Haese (1928-2007), Belgisch kunstenaar
- Robbie D'haese (1999), Belgisch voetballer
- Roel D'Haese (1921-1996), Belgisch beeldhouwer en graficus
- Diane D'haeseleer (1936-2002), Belgisch politicus
- Guy D'haeseleer (1969), Belgisch politicus
- Louis D'haeseleer (1911-1988), Belgisch politicus
- Omar Dhani (1924-2009), Indonesisch legerleider en minister
- Caroline Dhavernas (1978), Canadees actrice

## Dhe
- Didier Dheedene (1972), Belgisch voetballer

## Dhi
- Hari Dhillon (1968), Amerikaans acteur

## Dhl
- Afonso Dhlakama (1953), Mozambikaans politicus
- Darius Dhlomo (1931-2015), Zuid-Afrikaans voetballer, bokser, muzikant en politicus

## Dho
- Jeroen D'hoedt (1990), Belgisch atleet
- Ghislaine D'Hollander (1941-2011), Belgisch atlete
- Glenn D'Hollander (1974), Belgisch wielrenner
- Aaron Dhondt (1995), Belgisch voetballer
- Annie Dhondt (1942-2006), Belgische malacologe
- Astère-Michel Dhondt (1937), Belgisch schrijver
- Dannie D'Hondt (1963), Belgisch voetballer en voetbaltrainer
- Denis D'Hondt (1940), Belgisch politicus
- Ed d'Hondt (1944), Nederlands bestuurder en politicus
- Etienne D'Hondt (1942), Belgisch voetbaltrainer
- Filips Dhondt (1962), Belgisch voetbalmanager
- Ghislain D'Hondt (1889-1956), Belgisch politicus
- Greta D'Hondt (1949), Belgisch syndicaliste en politica
- Gustave D'Hondt (1873-1953), Belgisch politicus
- Jan Dhondt (1915-1972), Belgisch historicus en hoogleraar
- Jan D'hondt (1962), Belgisch historicus en archivaris
- Jorgen D'Hondt (?), Belgisch natuurkundige
- Lara Dhondt (1979), Belgische zangeres en drumster
- Paula D'Hondt (1926-2022), Belgisch politica
- Pieter Dhondt (?-1660), slachtoffer van de heksenvervolging
- Robert D'Hondt (1934-1991), Belgisch syndicalist
- Sean Dhondt (1984), Belgisch artiest, zanger, vj en presentator
- Severine D'Hondt (1978), Belgisch zangeres, beter bekend als Severine Doré
- Steven Dhondt (1974), Belgisch stripauteur, beter bekend als Stedho
- Victor D'Hondt (1841-1901), Belgisch jurist en wetenschapper
- Walter D'Hondt (1936), Canadees roeier
- Hippolyte Dhont (1803-1875), Belgisch politicus
- Jacoba Dhont (1879-1964), Nederlands zangeres
- Laurent D'Hont (1759-1829), Zuid-Nederlands burgemeester
- Lukas Dhont (1991), Belgisch filmregisseur en scenarioschrijver
- Martine Dhont (1880-1968), Nederlands sopraanzangeres
- Pieter d'Hont (1917-1997), Nederlands beeldend kunstenaar
- Raymond Dhont (1811-1879), Belgisch politicus
- Robert D'Hont (1962), Belgisch wielrenner
- Ward D'Hoore (1994), Belgisch atleet
- Vikash Dhorasoo (1973), Frans voetballer

## Dhu
- Maria D’Huygelaere (1812-1887), Vlaams dichteres